# Vaqo
Vaqo är en ort i Azerbajdzjan.   Den ligger i distriktet Astara Rayonu, i den sydöstra delen av landet, 220 km söder om huvudstaden Baku. Vaqo ligger 13 meter över havet och antalet invånare är 1 598.
Terrängen runt Vaqo är kuperad västerut, men österut är den platt. Runt Vaqo är det ganska tätbefolkat, med 129 invånare per kvadratkilometer.. Närmaste större samhälle är Lankaran, 17,3 km norr om Vaqo.
Omgivningarna runt Vaqo är en mosaik av jordbruksmark och naturlig växtlighet.